# Parenago (cràter)

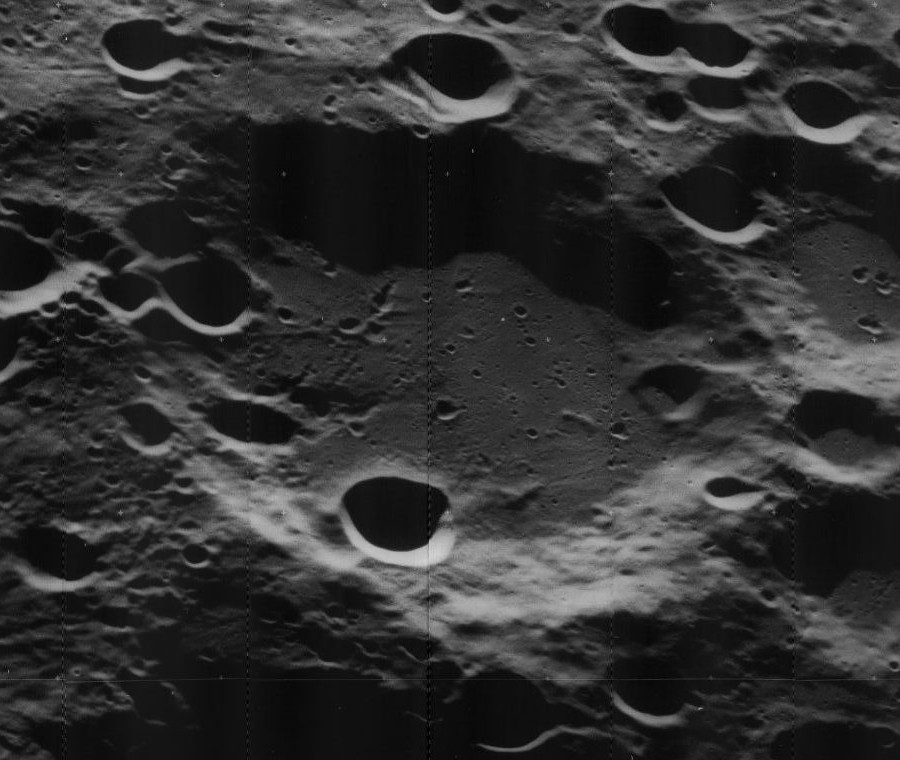
Imatge obliqua de la missió Lunar Orbiter 5, mirant a l'oest

Parenago és un cràter d'impacte pertanyent a la cara oculta de la Lluna, darrere del limb oriental. El cràter Berkner està pràcticament unit a la vora exterior est-sud-est de Parenago. Al sud-sud-oest es troba Comrie.

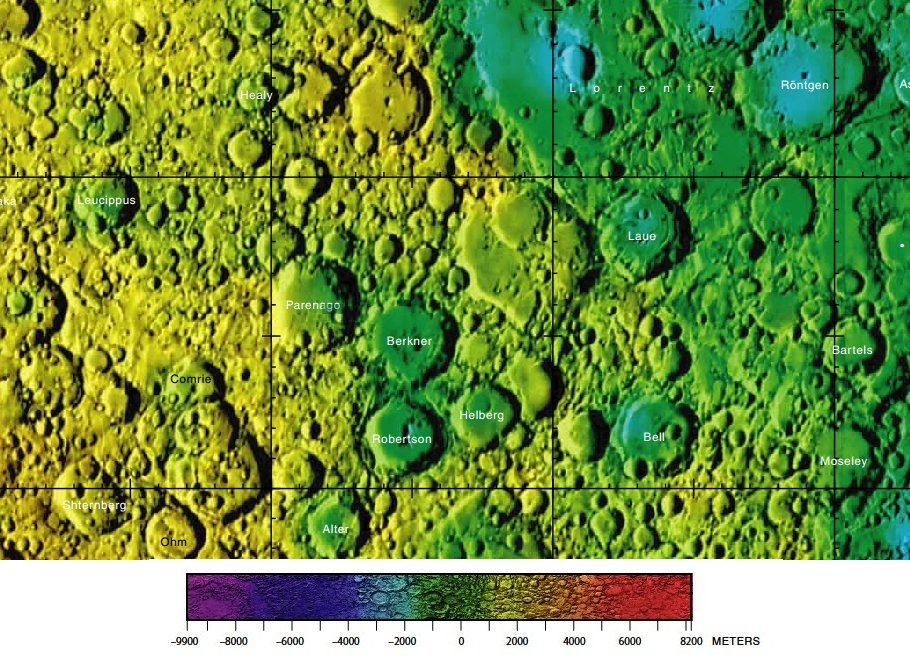
Localització de Parenago (a l'esquerra del centre de la imatge)

És un cràter desgastat i erosionat. En el sector nord de l'exterior del brocal es troben els cràters satèl·lit Parenago W i Parenago Z. Tres petits cràters destaquen sobre la vora de la paret interior en el quadrant sud-est de Parenago. El sòl apareix relativament anivellat i està marcat tan sols per uns petits cràters.

## Cràters satèl·lit
Per convenció aquests elements són identificats en els mapes lunars posant la lletra en el costat del punt mitjà del cràter que està més proper a Parenago.
|          | \| Parenago \| Coordenades \| Diàmetre \| \| -------- \| -------------------------------------- \| -------- \| \| T \| 26° 00′ N, 110° 42′ O / 26.0°N,110.7°O \| 18 km \| \| W \| 27° 48′ N, 109° 42′ O / 27.8°N,109.7°O \| 49 km \| \| Z \| 28° 54′ N, 109° 00′ O / 28.9°N,109.0°O \| 18 km \| |          |
| Parenago | Coordenades | Diàmetre |
| T        | 26° 00′ N, 110° 42′ O / 26.0°N,110.7°O | 18 km    |
| W        | 27° 48′ N, 109° 42′ O / 27.8°N,109.7°O | 49 km    |
| Z        | 28° 54′ N, 109° 00′ O / 28.9°N,109.0°O | 18 km    |